# The Satanic Scriptures
The Satanic Scriptures - książka Najwyższego Kapłana Kościoła Szatana, Petera H. Gilmore'a. Wydawnictwo zawiera zbiór obserwacji, esejów oraz opisów rytuałów satanistycznych. Książka ukazała się w październiku 2007 roku nakładem Scapegoat Publishing w dwóch edycjach (ISBN 978-0-9764035-7-9, ISBN 978-0-9764035-9-3).